# Marc-André Hamelin

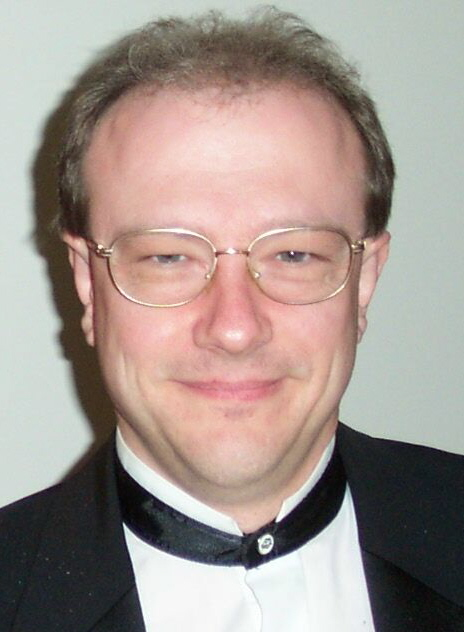
Marc-André Hamelin

Marc-André Hamelin (Montréal, 5 de setembro de 1961) é um notório pianista canadense.
Hamelin iniciou seus estudos musicais na Escola de Música Vincent D'Indy com Yvonne Hubert  em sua cidade natal. Posteriormente ganhou uma bolsa de estudos para fazer a graduação superior em piano na Temple University em Filadélfia.
Em 1985, foi o vencedor da "International American Music Carnegie Hall Competition". Sua discografia é numerosa, e inclui música de Sorabji, Alkan, Roslavets, Catoire, Rzewski, Godowsky, Szymanowski, Max Reger, Paul Dukas, Isaac Albéniz, e muitos outros compositores raros. 